# ميو توميتا
1. ↑  وصلة مرجع: https://artist.amuse.co.jp/artist/tomita_miyu/.
2. ↑  مذكور في: دليل المواهب اليابانية. معرف دليل المواهب اليابانية: W16-0041. الوصول: 8 سبتمبر 2022. تاريخ النشر: 1970.
3. 1 2 3 4  مذكور في: Talent Data Bank. مُعرِّف بنك بيانات المواهب: 2000093820. الوصول: 8 سبتمبر 2022. لغة العمل أو لغة الاسم: اليابانية.
4. ↑  مذكور في: دليل المواهب اليابانية. معرف دليل المواهب اليابانية: W16-0041. تاريخ النشر: 2016. الوصول: 12 أغسطس 2020.

Miyu Tomita (富田 美憂 Tomita Miyu، born November 15, 1999) is a Japanese voice actress and singer from Saitama Prefecture who is signed to Amuse. After aspiring to become a voice actress while studying in elementary school, she participated in two voice acting auditions in 2014, winning one of them. Some of her roles include Otako in Please Tell Me! Galko-chan, Yume Nijino in Aikatsu Stars!, Gabriel White Tenma in Gabriel DropOut, Riko in Made in Abyss, Rizu Ogata in We Never Learn, Chuatury "Chuchu" Panlunch in Mobile Suit Gundam: The Witch from Mercury, Matsuri Kazamaki (female) in Ayakashi Triangle and Layla in Genshin Impact.

## سيرة شخصية
ولد توميتا في محافظة سايتاما في 15 نوفمبر 1999.  أصبحت مهتمة في البداية بالتمثيل الصوتي أثناء وجودها في المدرسة الابتدائية ، بعد مشاهدة سلسلة الرسوم المتحركة Vampire Knight .  أصبحت أيضًا من محبي الممثل الصوتي مامورو ميانو خلال هذا الوقت.  خلال أيام دراستها الثانوية ، كانت عضوًا في نادي أبحاث المانجا في مدرستها.  كانت من المرشحين النهائيين في اختبار التمثيل الصوتي Ani-Tan الذي أقيم في عام 2014 ، وفي نفس العام فازت بالجائزة الكبرى في اختبار اختيار برنامج تطوير الفنان الصوتي لعام 2014.  ظهرت لأول مرة كممثلة صوتية في عام 2015 ، حيث عبرت عن عدد من الأدوار الثانوية في المسلسل التلفزيوني الأنمي Himouto! Umaru-chan ، بما في ذلك التعبير عن بطل الرواية Taihei Doma خلال الفلاش باك. 
في عام 2016 ، تم تمثيلها في أول دور رئيسي لها في دور أوتاكو في مسلسل الأنمي التلفزيوني من فضلك قل لي! Galko-chan ، حيث قدمت أيضًا موضوع الافتتاح مع Azumi Waki وMinami Takahashi .  تم تمثيلها أيضًا بشخصية Yume Nijino في مسلسل الرسوم المتحركة Aikatsu Stars!  حيث رويت إعلانًا تجاريًا للمسلسل.  خلال نفس العام ، شاركت أيضًا في فيلم الأنمي Garo: Divine Flame بدور روبرتو لويس.  في عام 2017 ، ألقيت دور Gabriel White Tenma في مسلسل الأنمي التلفزيوني Gabriel DropOut .  جنبا إلى جنب مع النجوم المشاركين Saori Ōnishi وNaomi Ōzora وKana Hanazawa ، قامت بأداء موضوع الافتتاح "Gabriel Dropkick" وانتهاء موضوع "Hallelujah Essaim"  وقد صورت دور Kuina Natsugawa في مسلسل الرسوم المتحركة Hinako Note .  ظهرت لأول مرة كمغنية تحت قيادة نيبون كولومبيا بإصدار أغنية "لحظة الحاضر" في 25 نوفمبر 2019 ؛  يتم استخدام أغنية العنوان كموضوع افتتاحي لمسلسل الأنمي After School Dice Club .  تم إطلاق نادي معجبيها الرسمي ، "+ you" (يُنطق "plus you") ، في نفس اليوم الذي تم فيه إطلاق ألبومها الأول ، Prologue ، في 30 يونيو 2021. 

## فيلموغرافيا

### أنيمي
2015
- هل الترتيب أرنب ؟؟ كزميل في الصف أ (الحلقة 8) [ بحاجة لمصدر ]
- هيموتو! عمر تشان مثل Taihei Doma (شاب ، الحلقة 7) ، طالبة (الحلقات 3-4) [5]

2016
- أرجوك قل لي! Galko-chan as Otako [6]
- نجوم أيكاتسو! مثل يومي نيجينو [7]

2017
- غابرييل دروب أوت دور غابرييل وايت تينما [10]
- ملاحظة هيناكو مثل كوينا ناتسوكاوا [12]
- صنع في الهاوية مثل ريكو [16]
- جارو: Vanishing Line مثل Luke (طفل)

2018
- أفرلورد الثاني مثل تينا [17]
- هولمز كيوتو بدور أوي ماشيرو [18]
- السيدة مصاصة الدماء التي تعيش في الحي الخاص بي بدور صوفي توايلايت [19]

2019
- Kotobuki الرائعة مثل Chika [20]
- نحن لا نتعلم أبدًا مثل ريزو أوغاتا [21]
- أيام مضيعة لفتيات المدارس الثانوية مثل مينامي "Yamai" Yamamoto [22]
- بعد نادي النرد المدرسي بدور ميدوري أونو [23]
- أيكاتسو في موكب! مثل يومي نيجينو [7]
- لم شمل Z / X Code باسم Yuni Tsukigata [24]

2020
- هايكيو !! مثل أكاني ياماموتو
- وهم هاتينا في دور يوميمي هوشيساتو [25]
- بندقية آلية علمية معينة مثل Mitori Kōzaku [26]
- المراجعين بين الأنواع مثل Crimvael [27]
- Dorohedoro في دور إيبيسو [28]
- Tamayomi مثل Ibuki Kawaguchi [29]
- كاغويا - ساما: الحب هو الحرب؟ مثل ميكو إينو [30]
- إيوا كاكيرو! - رياضة التسلق للبنات- مثل Nonoka Sugiura [31]
- غرفة واحدة الموسم الثالث بدور أكيرا كوتوكاوا [32]
- كوما كوما كوما بير بدور شوري [33]
- Talentless Nana بدور Yūka Sasaki [34]
- دوجيزا: حاولت أن أسأل بينما Kowtowing مثل Kanan Misenai ، Rei Shioya [35]

2021
- نزهة جانبية أخرى مثل Akari Seto [36]
- الزنزانة المخفية التي يمكنني فقط الدخول إليها كـ Emma Brightness [37]
- ذراع سابق مثل Yggdrasil [38]
- فيفي: أغنية عين الفلوريت بدور موموكا كيريشيما
- سيتم إرسال المقاتلين! مثل أليس كيساراجي [39]
- معركة الرياضيين النصر ReSTART! مثل Shelley Wong [40]

2022
- Sabikui Bisco مثل Tirol Ōchagama [41]
- الآنسة كورويتسو من إدارة تطوير الوحوش بدور ميلتي [42]
- شعلة Shadowverse مثل Tsubasa Takanashi [43]
- فارس الهيكل العظمي في عالم آخر مثل تشيومي [44]
- في قلب كونويتشي تسوباكي دور تواتا [45]
- Kaguya-sama: Love Is War - رومانسي للغاية مثل Miko Iino [46]
- أونيبان! مثل Noriko Issun [47]
- The Rising of the Shield Hero 2 بدور Kizuna Kazayama [48]
- صنع في الهاوية: المدينة الذهبية للشمس الحارقة مثل ريكو [49]
- ابنة زوجة أمي هي صديقي السابق مثل Isana Higashira [50]
- ابتسامة Arsnotoria الرسوم المتحركة مثل ليتل ألبرتا [51]
- بريما دول مثل جيكا [52]
- Shine Post كـ Homare Torawatari [53]
- الخادمة التي وظفتها مؤخرًا غامضة مثل ناتسومي ناكاشيما [54]
- البدلة المتنقلة جاندام: الساحرة من عطارد بدور تشواتوري بانلانش [55]
- شينوبي نو إيتوكي بدور ساتومي تسوباكي [56]
- تابي هاني as Akari Yashima [57]

2023
- الحياة الزراعية في عالم آخر مثل النباتات [58]
- إندو وكوباياشي لايف! الأحدث في Tsundere Villainess Lieselotte مثل Fiene [59]
- مثلث أياكاشي مثل ماتسوري كازاماكي (أنثى) [60]
- KamiKatsu في دور بيلتران (أنثى) [61]
- كونوسوبا: انفجار في هذا العالم الرائع! فونيفورا [62]
- أزمة لطيفة للغاية مثل ساسارا أزوما [63]
- ال 100 صديقة الذين يحبونك حقًا ، حقًا ، حقًا ، حقًا ، حقًا مثل كاران إندا [64]

### أفلام
2016
- نجوم أيكاتسو! مثل يوم نيجينو
- جارو: الشعلة الإلهية بدور روبرتو لويس [9]

2019
- صنع في الهاوية: فجر رحلة مثل ريكو
- صنع في الهاوية: تجول الشفق مثل ريكو
- كونوسوبا: نعمة الله على هذا العالم الرائع! أسطورة قرمزي فونيفورا [65]

2020
- صنع في الهاوية: فجر الروح العميقة مثل ريكو
- أسطول المدرسة الثانوية: فيلم Sachiho "Sunny" Chiba [66]

2022
- Kaguya-sama: Love Is War - القبلة الأولى التي لا تنتهي أبدًا مثل Miko Iino [67]

### ألعاب الفيديو
2016
- Granblue Fantasy بدور كلوي

2018
- Onsen Musume مثل Hinata Kinugawa [68]
- Shōjo Kageki Revue Starlight -Re LIVE- بدور Lalafin Nonomiya [69]
- Valkyrie Connect بدور Frigg

2020
- فتيات آيدولماستر سندريلا: مسرح النجوم في دور أكيرا سونازوكا
- Arknights مثل كافكا

2021
- هجوم ليلي الرصاصة الأخيرة بدور هيميكا ساداموري
- ابتسامة Arsnotoria مثل بيتي ألبرت [70]
- Azur Lane مثل يو إس إس نيو جيرسي (BB-62)
- Closers as Shizuku Hoshino (Eunha)

2022
- محاربي شعار النار: ثلاثة آمال كبطلة (أنثى) / شيز (أنثى)
- تأثير جينشين بدور ليلى
- صنع في الهاوية: نجم ثنائي يسقط في الظلام مثل ريكو [71]
- Samurai Maiden as Komimi [72]

2023
- تووا تسوغاي مثل هاتشيدوري [73]
- فوجا: ألحان من الصلب 2 مثل الجوارب مليون [74]
- صدى العالم مثل Lumin [75]

### الدبلجة
- تفاحة عيني مثل بيلي أندروز [76]
- العائد فيكتور [77]